# Могила Остапа Вересая
Могила кобзаря Остапа Вересая — пам'ятка історії національного значення в Сокиринцях.

## Історія
Постановою Кабінету Міністрів України від 03.09.2009 № 928 «Про занесення об'єктів культурної спадщини національного значення до Державного реєстру нерухомих пам'яток України» присвоєно статус пам'ятка історії національного значення з охоронним № 250035-Н під назвою Могила кобзаря Остапа Вересая.

## Опис
На честь українського кобзаря Остапа Микитовича Вересая, який тривалий час жив і помер у Сокиринцях, у селі встановлено два пам'ятники: один на його могилі на цвинтарі, інший у Сокиринському парку біля Палацу Галаганів. 1959 року в колишньому палаці Галаганів у Сокиринцях відкрито музей-кімнату Вересая (нині історико-етнографічний музей Остапа Вересая).
8 липня 1978 року на могилі О. М. Вересая відкрито пам'ятник у вигляді бронзової фігури кобзаря з кобзою висотою 2,5 м, яка спирається на гранітну плиту. На плиті закріплено напис «Видатний український народний кобзар Вересай Остап Микитович 1803—1890». Авторка — скульпторка, заслужений художник УРСР Інна Коломієць.
Крім того раніше, 1971 року в Сокиринському парку відкрито пам'ятник О. М. Вересаю — пам'ятку монументального мистецтва місцевого значення з охоронним № 1795. 1963 року житель села, художник і поет М. І. Харченко за графічним малюнком Л. М. Жемчужникова створив скульптуру, яка потім лягла в основу пам'ятника висотою 3,4 м, спорудженого за проєктом архітектора М. Є. Бойка. Виконану з залізобетону й міді фігуру кобзаря, що сидить і грає на бандурі, встановлено на постаменті у вигляді пагорба висотою 2,3 м, складеному із зцементованих брил рожевого граніту. На брилі закріплено металеву табличку з написом: «Вересай Остап Микитович 1803—1890».